# Martin Fries (1873–1961)
Martin Emil Fries, född den 23 juli 1873 i Helsingborg, död där den 16 februari 1961, var en svensk skolman.
Martin Fries, som på mödernet tillhörde Skånesläkten Fries, var 1916–1933 rektor vid Hälsingborgs högre folkskolor. Han var ledamot av Malmöhus läns landsting 1916–1917, av centralstyrelsen för Kommunala ungdomsskolors och högre folkskolors lärarförening 1924–1933 och därefter hedersledamot där. Fries blev riddare av Vasaorden 1934.